# Портос

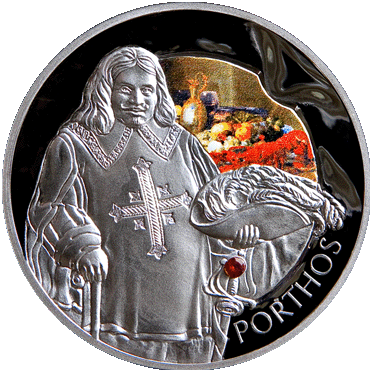
Портос

Портос дю Валлон де Брасьє де П'єрфон (фр. Porthos du Vallon de Bracieux de Pierrefonds) — вигаданий герой романів Олександра Дюма «Три мушкетери», «Двадцять років потому» і «Віконт де Бражелон, або Десять років потому». 
Персонаж Портос був одним із мушкетерів, пізніше отримав титул барона. 
Портос — чесний і доволі довірливий чоловік, який любить їжу, вино і жінок. В романі Дюма він героїчно гине у боротьбі з військами короля.
Персонаж Портоса написаний з реальної особи — Ісаака де Порту, який походив з протестантського дворянського роду і народився 2 лютого 1617 року. Він також став мушкетером, але про його службу майже нічого не відомо. 
На початку 1650-х років він пішов на пенсію і працював на господарській посаді в гвардії м. Навваранс. 
Відомо, що у нього був син, яки народився у 1659 р. 
Сам Ісаак де Порту помер 13 липня 1712 року у віці 95 років.